# Шушјенски рејон
Шушјенски рејон (рус. Шушенский район) је општински рејон у јужном делу Краснојарске Покрајине, Руске Федерације.
Административни центар рејона је насеље Шушјенскоје (рус. Шушенское), који се налази на удаљености 500 км јужно од Краснојарска.
Рејон је основан 5. јануара 1944. године. Састоји се од 30 насељених места. 
Суседни територије рејона су:
- север: Минусински рејон;
- североисток: Каратушки рејон;
- исток: Јермаковски рејон;
- југ: Република Тува;
- запад: Република Хакасија;

Укупна површина рејона је 10.140 km².
Укупан број становника рејона је 32.655 (2014).